# Walter Bauer (Chemiker)
Walter Hermann Bauer (* 12. Februar 1893 in Arnstadt; † 1968 in Darmstadt) war ein deutscher Chemiker. Als Leiter des Forschungslabors der Firma Röhm & Haas gelang ihm die Synthese von Polymethylmethacrylat, besser bekannt unter dem Handelsnamen Plexiglas.

## Leben
Walter Bauer stammte aus einer Familie von Kaufleuten und Handwerkern. Nach dem Besuch des humanistischen Gymnasiums in Arnstadt studierte er in Jena und München Chemie und Physik. Während seines Studiums wurde er 1911 Mitglied der Landsmannschaft Hercynia Jena. Noch im Jahr seines Abschlusses wurde er in Jena als Liebig-Stipendiat zum Doktor der Naturwissenschaften promoviert. 1918 stellte ihn Röhm & Haas als Chemiker ein und übertrug ihm die Leitung des Forschungslabors zur Grundlagenerarbeitung der Acrylatchemie. 1938 wurde er zum Direktor ernannt. Zum Zeitpunkt seiner Einstellung befand sich die Erforschung der Acrylatchemie bei Röhm & Haas noch in den Anfängen. Das Tätigkeitsfeld von Bauer betraf sowohl die Synthese der monomeren Ausgangsprodukte, insbesondere des Acrylsäureesters, als auch die Erforschung hochmolekularer Polymerisationsprodukte. Die Entwicklung einiger wichtiger Anwendungen und bedeutender technischer Herstellungsverfahren unterlagen ebenfalls der Verantwortung Bauers. Die bemerkenswertesten Erfindungen und Entwicklungen, die er als Laborleiter zum Erfolg führte, betreffen die Synthese des Acrylsäuremethylesters über Äthylencyanhydrin, die Nutzung von Polymethacrylat (PMA) und Polymethylmethacrylat (PMMA) zur Herstellung von Sicherheitsglas, ein Element der Gießtechnik für PLEXIGLAS® Platten, das Herstellungsverfahren für PLEXIGLAS® Rohre durch Schleuderpolymerisation sowie die Einführung von Polymethacrylat in der Dentaltechnik und die Entwicklung von PLEXIDUR, einem besonders festen Werkstoff für die Orthopädie. Bis zu seinem Ausscheiden aus dem Unternehmen 1944 leistete Bauer einen sehr wesentlichen Beitrag beim Aufbau der Acrylatchemie, die im Zweiten Weltkrieg das bestimmende Geschäftsgebiet der Firma Röhm & Haas geworden war. In fast 70 in- und ausländischen Patenten wird er als Erfinder oder Miterfinder genannt.

## Preise und Auszeichnungen
Für seine Forschungen auf dem Gebiet der Kunststoffchemie wurde Bauer 1962 die Rudolf-Diesel-Medaille des Deutschen Instituts für Erfindungswesen (DIE) verliehen.